# Llúdria inerme del Congo
La llúdria inerme del Congo (Aonyx congicus) és una espècie de mamífer carnívor de la família dels mustèlids. Viu a altituds d'entre 0 i 2.200 msnm a Angola, el Camerun, el Gabon, Guinea Equatorial, la República Centreafricana, la República del Congo, la República Democràtica del Congo, Ruanda, Uganda i, possiblement, Burundi i Nigèria. Els seus hàbitats naturals són les selves tropicals i els aiguamolls de plana de la conca del Congo. La desforestació, la contaminació de l'aigua, la sobrepesca, la caça i altres efectes negatius de l'activitat humana constitueixen amenaces potencials per a la supervivència d'aquesta espècie. Hi ha autors que en fan una subespècie de la llúdria del Cap (A. capensis).